# كريستوفر ميرفي (مصمم جرافيك)
كريستوفر ميرفي (بالإنجليزية: Fehler)‏ هو مصمم جرافيك بريطاني، ولد في 1969.